# دينيس سفيش
دينيس سفيش (بالصربية: Денис Шефик)‏ لأعب صربي كرة الماء من لعب لفريق وطني صربيا والجبل الأسود و الآن يلعب فريق وطني صربيا من 2008 إلى 2010. كان فرد فريق الأولمبية الصربية في عام 2008 في بكين.
حصل على جائزة التي قالت إنه أحسن رياضي في صربيا في عام 2004.
سفيش 1.98 سم، ويزن 120 كج.

## الفريق الحالي
الآن يلعب لفريق في مدينة بلغراد.

## وصلة خارجية
- دينيس سفيش على موقع الاتحاد الدولي للسباحة (الإنجليزية)
- دينيس سفيش على موقع اللجنة الأولمبية الدولية (الإنجليزية)
- دينيس سفيش على موقع أوليمبيديا (الإنجليزية)
- دينيس سفيش على موقع اللجنة الأولمبية الصربية (الصربية)

هدف دينيس سفيش